# わいっしゅ
わいっしゅは、愛知県出身の背景デザイナーおよびイラストレーター。2024年現在はフロントウイングを拠点に活動している。

## 来歴・人物
ゲームや書籍などを中心に活動しその後は世界観設定や背景美術などの分野を中心に扱うクリエイター。ファンタジー世界のデザインなども得意としている。

## 作品リスト

### ゲーム
- ATRI -My Dear Moments-
- プリマドール
- 天使☆騒々 RE-BOOT!
- ONE.
- 星空鉄道とシロの旅

### アニメ
- 楽園追放
- コードジェム
- ATRI -My Dear Moments-